# نزاکت تیموراوا
نازکات تیموروا ترکی آذربایجانی: Nəzakət Teymurova (نام کامل: نزاکت خسرو قیزی تیموراوا؛ متولد ۴ سپتامبر۱۹۷۲) یک خواننده آذربایجانی، سولیست تئاتر آکادمیک دولتی اپرا و باله آذربایجان است.

## زندگی
نازکات تیموروا در ۴ ژوئیه ۱۹۷۲ در روستای علیمدادلی از توابع شهرستان آغدام به دنیا آمد. پس از پایان کلاس هشتم دبیرستان، وارد دانشکده فنی انرژی پایه باکو شد. از آنجا از طریق مسابقه ای وارد آموزشگاه موسیقی عصاف زینلی شد و در سال ۱۹۹۱–۱۹۹۵ در کلاس نریمان علی اف به تحصیل پرداخت.
در سال ۱۹۹۵ برای تحصیلات عالی وارد کنسرواتوار دولتی آذربایجان شد و از استاد عارف بابایف هنرمند مردمی درس گرفت. او از همان سال سولیست تئاتر آکادمیک دولتی اپرا و باله آذربایجان است. اولین نقش او لیلی در تئاتر «لیلی و مجنون» بود. او نقش‌های شاه‌صنم در «عاشیق قریب»، گلبهار در «گالین گایاسیس»، دختر خواننده در «ناطوان»، دختر خواننده در «وقف»، دختر خواننده در «کوروغلو» ایفای نقش کرد.
نازکات تیموروا علاوه بر بازیگری به عنوان سولیست اپرا، آهنگ‌های مقام، فولکلور و آهنگساز را نیز اجرا می‌کند. او اغلب در رویدادها و سالگردهای دولتی مشغول به اجراست. این هنرمند با اجرای برنامه‌های کنسرت در کشورهای آلمان، آمریکا، کره، ژاپن، مجارستان، فرانسه، ترکیه، ایران، سوئیس، هنر ملی مقام را با به نمایش گذاشت. او در حال حاضر سولیست تئاتر اپرا و باله است و در هنرستان ملی و دانشکده موسیقی مقام تدریس می‌کند.
در سال ۲۰۰۰ عنوان هنرمند ارجمند جمهوری آذربایجان و در سال ۲۰۰۵ عنوان هنرمند مردمی جمهوری آذربایجان به وی اعطا شد. در آگوست ۲۰۱۱، «سرودهای شرقی» جایزه ویژه «زیباترین صدا» یونسکو را در هشتمین جشنواره بین‌المللی موسیقی در سمرقند ازبکستان دریافت کرد. در فوریه ۲۰۱۲ سی دی جدید نازکات تیموروا متشکل از مجموعه ای از موسیقی آذربایجانی در ایتالیا منتشر شد. او در ۹ می ۲۰۱۲، ۳۰ آوریل ۲۰۱۴، ۶ می 2015، ۶ می 2016 و ۱ می 2017 جایزه ریاست جمهوری را دریافت کرد.

## آلبوم‌ها

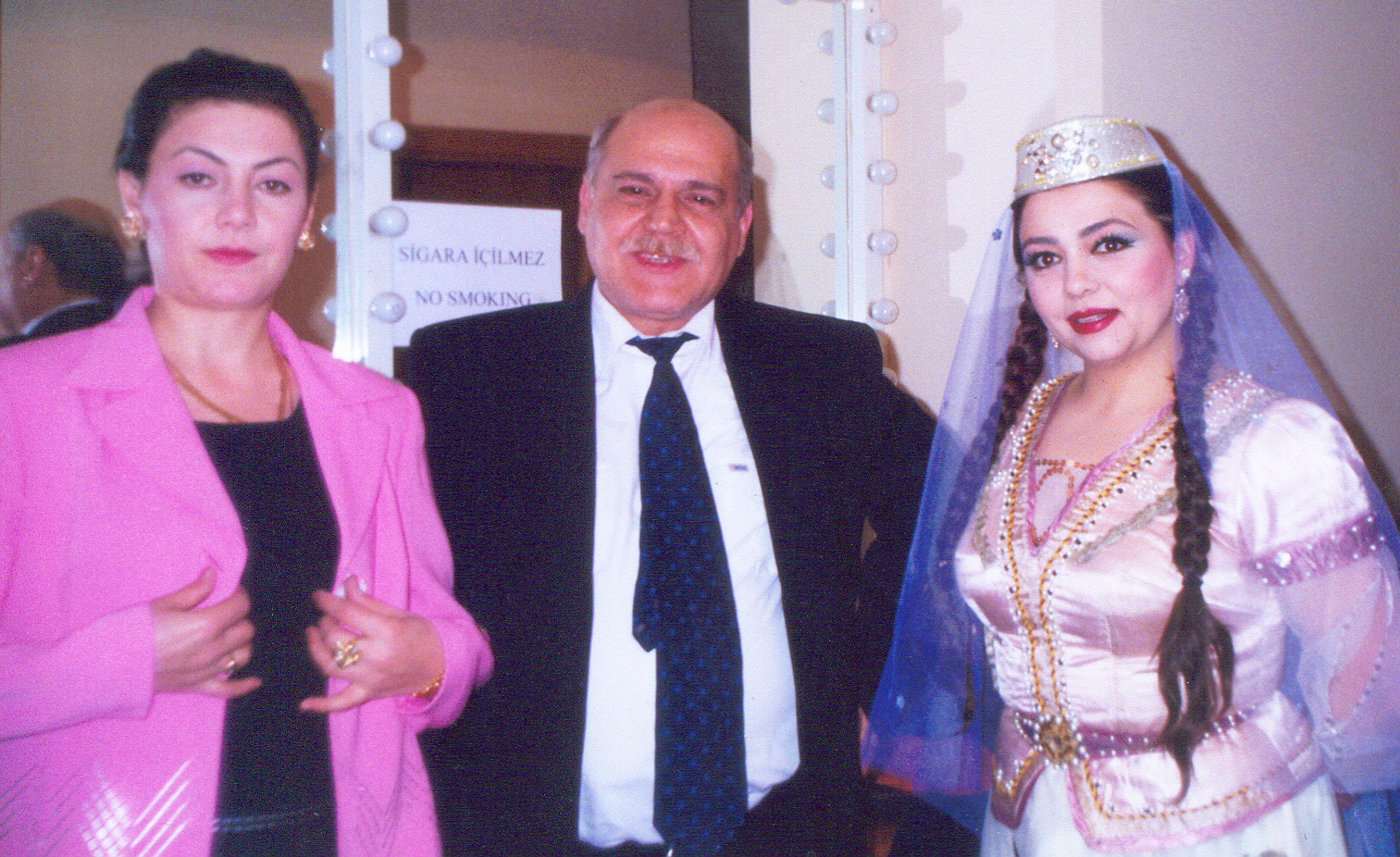
الخان منصوروف، گلستان علیوا، نزاکت تیموروا

1. بمون فدای تو
2. من نمی‌توانم فراموش کنم